# Финно-угорский этнокультурный парк
Финно-угорский этнокультурный парк — многофункциональный туристический комплекс, посвящённый культурному наследию 24 родственных финно-угорских и самодийских народов. Расположен в селе Ыб Сыктывдинского района Республики Коми.

## Расположение
Этнопарк располагается в селе Ыб Сыктывдинского района Республики Коми, поблизости от федеральной трассы Киров-Сыктывкар. Село является одним из самых старых поселений республики и состоит из 13 деревень.
История Ыба связана с именем первого епископа края Коми Стефана Пермского — православного просветителя коми-зырян XIV века, сподвижника Сергея Радонежского.
Здесь можно увидеть святые источники, чудское городище IV—V веков и останки динозавров в отложениях юрского периода, лиственницу в 2,7 метра в обхвате и 450-летнюю ель, возле которой была найдена икона Параскевы Пятницы.

## История создания
Этнопарк создавался и развивался с 2010 по 2012 год в рамках целевой программы Республики Коми.
На первом этапе реализации проекта бюджетные инвестиции направлялись на строительство капитальных объектов первой очереди парка (инженерная инфраструктура, входная группа, конгресс-холл, гостиница). Долгосрочная республиканская целевая программа «Создание комплекса „Финно-угорский этнокультурный парк“», предусматривала финансирование строительства объектов первой очереди из бюджета Республики Коми.
С 2012 года — это федеральный инвестиционный проект с международным участием.
В 2017 году этнопарк начал продвижение бренда «Коми — родина российской промышленной нефти» и открыл первый в мире Музей искусства нефти «Чутское масло».
Всероссийский фестиваль воздухоплавания «Живой Воздух» и Международный гастрономический фестиваль «ШаньгаФест» собирают тысячи гостей из разных регионов страны и зарубежья.

## Структура
В парке построены и действуют 16 объектов основной и вспомогательной инфраструктуры (конгресс-холл, гостиница, кафе, коми подворье, административное здание, площадки для проведения мероприятий и др.), посетителям ежедневно предлагаются более 20 познавательно-развлекательных, спортивных, обучающих программ.
Здесь можно научиться печь ржаные шанежки, изготавливать музыкальный инструмент из борщевика, делать тряпичные куклы и изделия из лыка. Мастер-классы меняются в зависимости от времени года.
Предпочитающие активные развлечения могут испытать себя на экстремальных маршрутах верёвочного парка, сыграть в саамский футбол, выстрелить из лука или арбалета, кинуть в мишень копьё или топор.

В парке проходили мультифестиваль «Ыбица» и спортивный фестиваль «Зимняя Ыбица». 

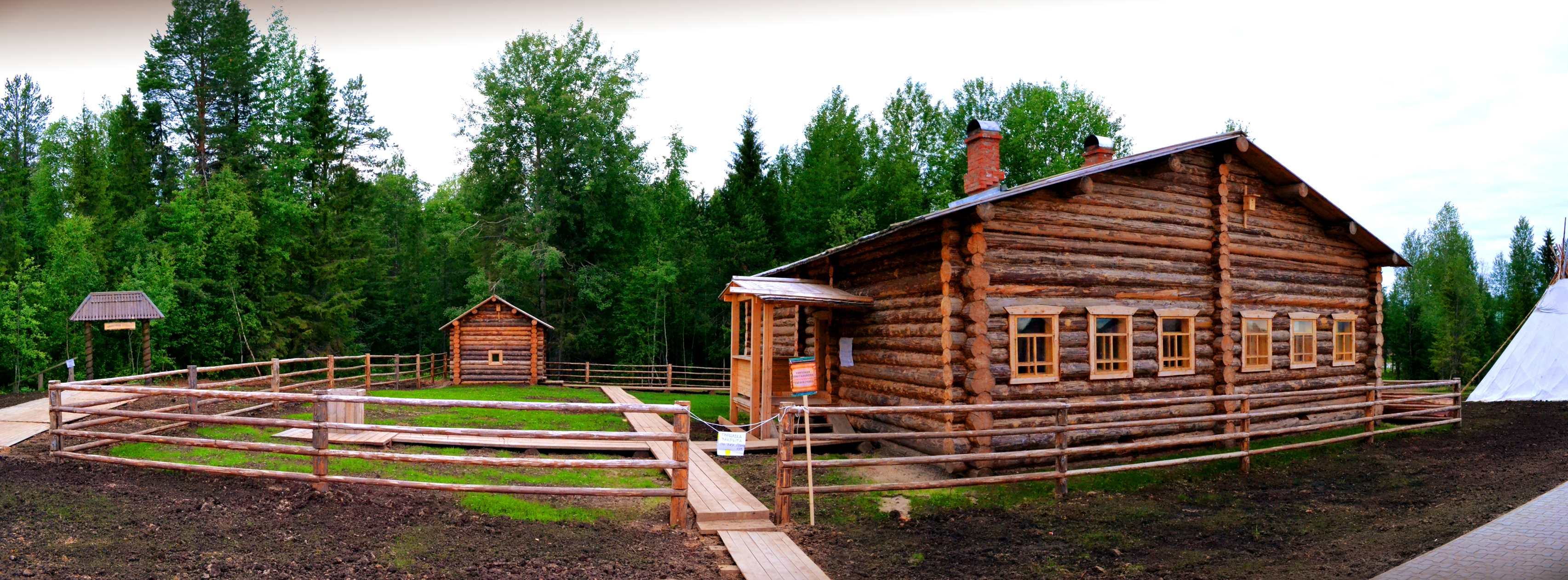
Коми подворье, 2012